# Апинис, Давидс
Давидс Апинис (2 февраля 1887 года–24 октября 1952 года) был учителем и политиком, депутатом 4 Сейма от партии молодых фермеров и мелкого земледелия Латвии (1931–1934). Один из подписантов меморандума Центрального Совета Латвии от 17 марта 1944 года.

## Награды
- Орден Трех Звезд Класс 5 № 2346 [2]